# Фигерас, Джулиано
Джулиано Фигерас (итал. Giuliano Figueras; род. 24 января 1976, Арцано) — итальянский шоссейный велогонщик, выступавший на профессиональном уровне в период 1998—2007 годов. Чемпион мира среди андеров, участник многих престижных гонок на шоссе, в том числе супервеломногодневок «Джиро д’Италия» и «Вуэльта Испании».

## Биография
Джулиано Фигерас родился 24 января 1976 года в городе Арцано региона Кампания, Италия.

### Любительская карьера
На юниорском уровне добился побед в таких гонках как «Коппа д'Оро» (1992), «Трофео Тоско-Умбро» (1993), «Трофео Буффони» (1994).
Впервые заявил о себе на международном уровне в сезоне 1995 года, когда вошёл в состав итальянской национальной сборной и побывал на молодёжном чемпионате Европы в Чехии, откуда привёз награду бронзового достоинства, выигранную в зачёте групповой гонки.
В 1996 году одержал победу в групповой молодёжной гонке на шоссейном чемпионате мира в Лугано. Добавил в послужной список ещё несколько побед на различных гонках в Италии.

### Профессиональная карьера
Дебютировал на профессиональном уровне в сезоне 1998 года, присоединившись к итальянской команде Mapei. В частности, достаточно успешно выступил в «Туре Лангкави», где выиграл один из этапов и стал вторым в генеральной классификации. Также в этом сезоне впервые проехал супервеломногодневку «Вуэльта Испании».
В 1999 году впервые принял участие в гранд-туре «Джиро д’Италия», был лучшим на «Мемориале Рика Ван Стенбергена», выиграл отдельные этапы «Тура Романдии», «Тура Валлонии» и «Недели Каталонии».
В 2000 году был лучшим на «Гран-при Кьяссо», вновь участвовал в «Джиро д’Италия», но вынужден был сойти с дистанции на седьмом этапе.
Начиная с 2001 года представлял итальянскую проконтинентальную команду Ceramiche Panaria–Fiordo. В новом коллективе сразу же отметился победой на «Джиро дель Венето», закрыл десятку сильнейших в генеральной классификации «Джиро д’Италия» и занял 29 место на «Вуэльте Испании». Стартовал на шоссейном чемпионате мира в Лиссабоне, показав в групповой гонке седьмой результат.
В 2002 году выиграл гонку «Джиро дель Аппеннино», стал вторым на «Гран-при Индустрия и Артиджанато ди Ларчано» и третьим на «Трофи Панталика».
Вновь был лучшим на «Гран-при Кьяссо» в 2003 году, занял 28 место на «Джиро д’Италия».
В 2004 году одержал победу в многодневной гонке «Международная неделя Коппи и Бартали», финишировал вторым на «Джиро дель Аппеннино» и седьмым на «Тиррено — Адриатико».
С 2005 года состоял в команде Lampre, где провёл три сезона. По окончании сезона 2007 года принял решение завершить карьеру профессионального велогонщика.